# Aurangabad (accantonamento)
L'accantonamento di Aurangabad è una suddivisione dell'India, classificata come cantonment board, di 19.174 abitanti, situata nel distretto di Aurangabad, nello stato federato del Maharashtra. In base al numero di abitanti la città rientra nella classe IV (da 10.000 a 19.999 persone).

## Geografia fisica
La città è situata a 19° 52' 53 N e 75° 17' 55 E.

## Società

### Evoluzione demografica
Al censimento del 2001 la popolazione dell'accantonamento di Aurangabad assommava a 19.174 persone, delle quali 9.946 maschi e 9.228 femmine. I bambini di età inferiore o uguale ai sei anni assommavano a 2.629, dei quali 1.421 maschi e 1.208 femmine. Infine, coloro che erano in grado di saper almeno leggere e scrivere erano 14.286, dei quali 7.856 maschi e 6.430 femmine.